# La Tourette-Cabardès
Pour les articles homonymes, voir Tourette et Tourrette.
La Tourette-Cabardès est une commune française, située dans le nord-ouest du département de l'Aude en région Occitanie.
Sur le plan historique et culturel, la commune fait partie de la Montagne Noire, un massif montagneux constituant le rebord méridional du Massif central. Exposée à un climat océanique altéré, elle est drainée par le ruisseau de la Tourette, le ruisseau du Grésillou. La commune possède un patrimoine naturel remarquable composé de trois zones naturelles d'intérêt écologique, faunistique et floristique.
La Tourette-Cabardès est une commune rurale qui compte 22 habitants en 2022, après avoir connu un pic de population de 248 habitants en 1806. Elle fait partie de l'aire d'attraction de Carcassonne. Ses habitants sont appelés les Tourettois ou  Tourettoises.
Le patrimoine architectural de la commune comprend deux  immeubles protégés au titre des monuments historiques : l'église Sainte-Anne, inscrite en 2013, et la croix, inscrite en 1951.

## Géographie
Commune de l'aire urbaine de Carcassonne, située dans le Haut Cabardès sur le flanc sud de la montagne Noire, à 27 km au nord de Carcassonne, elle est traversée par le méridien de Paris et la Méridienne verte.

### Communes limitrophes
La Tourette-Cabardès est limitrophe de trois autres communes.
Les communes limitrophes sont  Caudebronde, Les Martys et Miraval-Cabardès.
|             | Les Martys           |                  |
| Caudebronde | La Tourette-Cabardès |                  |
|             |                      | Miraval-Cabardes |

### Relief
A une altitude moyenne de 450 m, le village est situé sur une protubérance d’un versant de la vallée creusée par le Ruisseau de la Tourette, affluent de l'Orbiel. Cette particularité lui vaut la qualification de « village perché »
Le territoire communal est pour l’essentiel constitué de versants de vallée en forte pente. Cependant, le relief s’adoucit quelque peu au sud en formant un petit plateau vallonné d’où l’on peut observer la ville de Carcassonne et dans le lointain la chaîne pyrénéenne, ainsi qu’à l’ouest où se trouve un autre plateau en bordure de la commune de Caudebronde.

### Géologie et pédologie

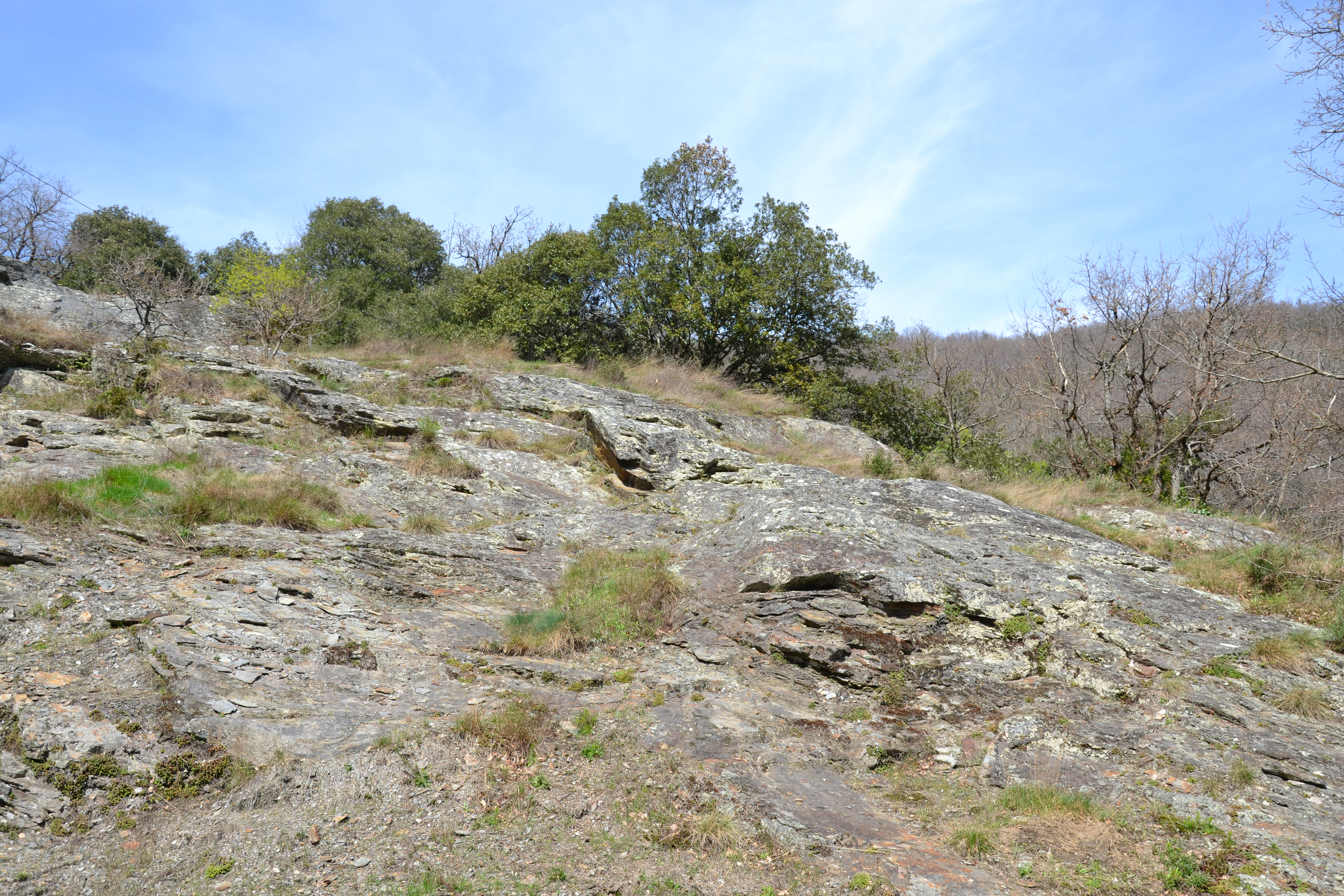
Affleurements de schistes.

Le territoire se situe dans une zone de schistes métamorphiques qui affleurent à de nombreux endroits. Ces schistes présents dans toute cette zone de la Montagne Noire ont été exploités jusqu’au début du XXe siècle dans des ardoisières pour la production d’ardoises de couverture de toits et de façades.
Du point de vue pédologique, on a affaire à des sols limono-sableux, légers, pauvres, acides, en général peu profonds sauf sur les bas de versants.

### Hydrographie
La commune est dans la région hydrographique « Côtiers méditerranéens », au sein du bassin hydrographique Rhône-Méditerranée-Corse. Elle est drainée par le ruisseau de la Tourette et le ruisseau du Grésillou, qui constituent un réseau hydrographique de 5 km de longueur totale,.

### Climat
Pour des articles plus généraux, voir Climat de l'Occitanie et Climat de l'Aude.
En 2010, le climat de la commune est de type climat océanique altéré, selon une étude s'appuyant sur une série de données couvrant la période 1971-2000. En 2020, Météo-France publie une typologie des climats de la France métropolitaine dans laquelle la commune est toujours exposée à un climat océanique altéré et est dans la région climatique Aquitaine, Gascogne, caractérisée par une pluviométrie abondante au printemps, modérée en automne, un faible ensoleillement au printemps, un été chaud (19,5 °C), des vents faibles, des brouillards fréquents en automne et en hiver et des orages fréquents en été (15 à 20 jours).
Pour la période 1971-2000, la température annuelle moyenne est de 12 °C, avec une amplitude thermique annuelle de 14,8 °C. Le cumul annuel moyen de précipitations est de 1 147 mm, avec 11,3 jours de précipitations en janvier et 5,7 jours en juillet. Pour la période 1991-2020, la température moyenne annuelle observée sur la station météorologique la plus proche, située sur la commune des Martys à 5 km à vol d'oiseau, est de 10,2 °C et le cumul annuel moyen de précipitations est de 1 365,7 mm,. Pour l'avenir, les paramètres climatiques de la commune estimés pour 2050 selon différents scénarios d’émission de gaz à effet de serre sont consultables sur un site dédié publié par Météo-France en novembre 2022.

### Végétation

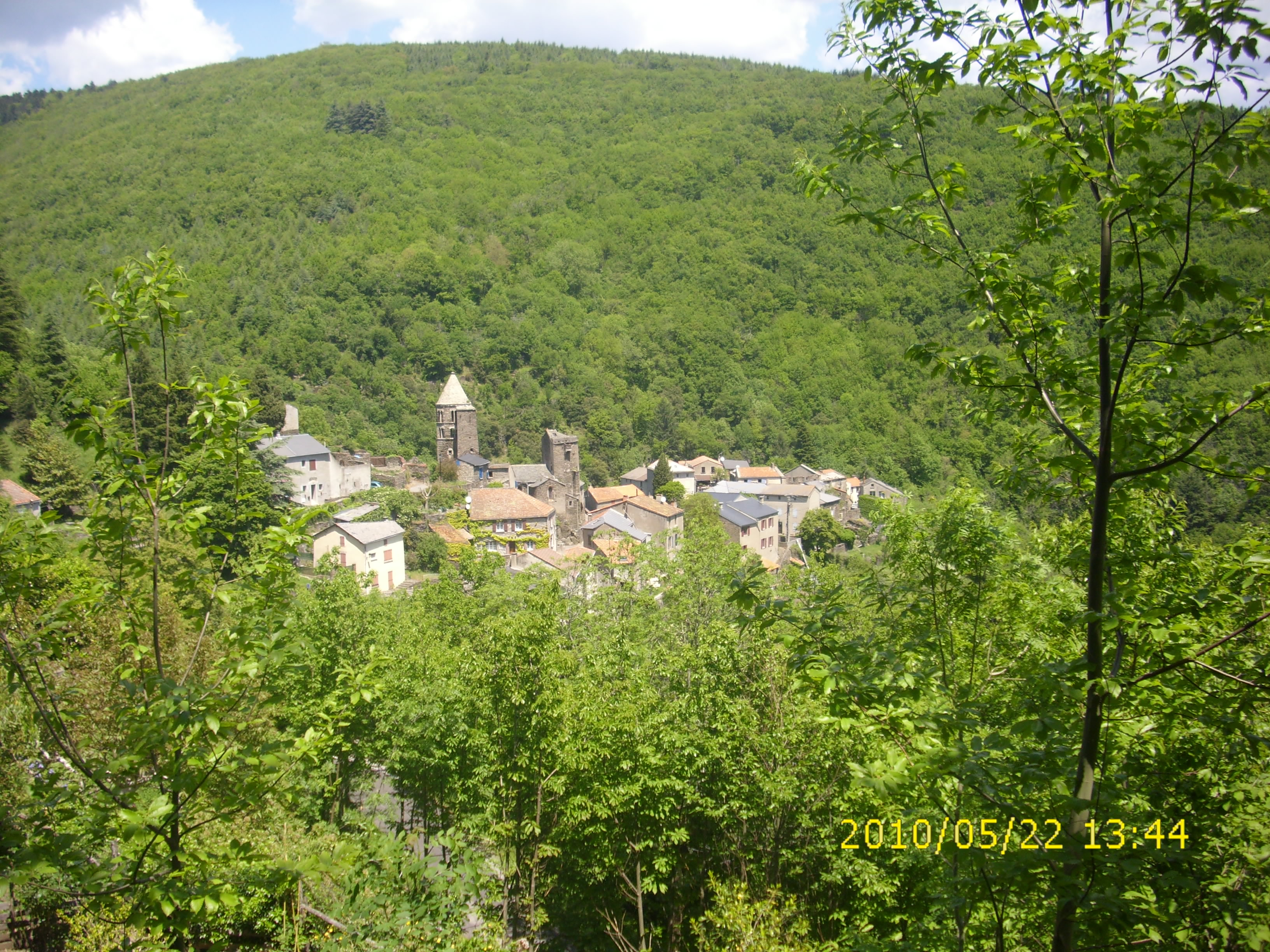
Bois entourant le village.
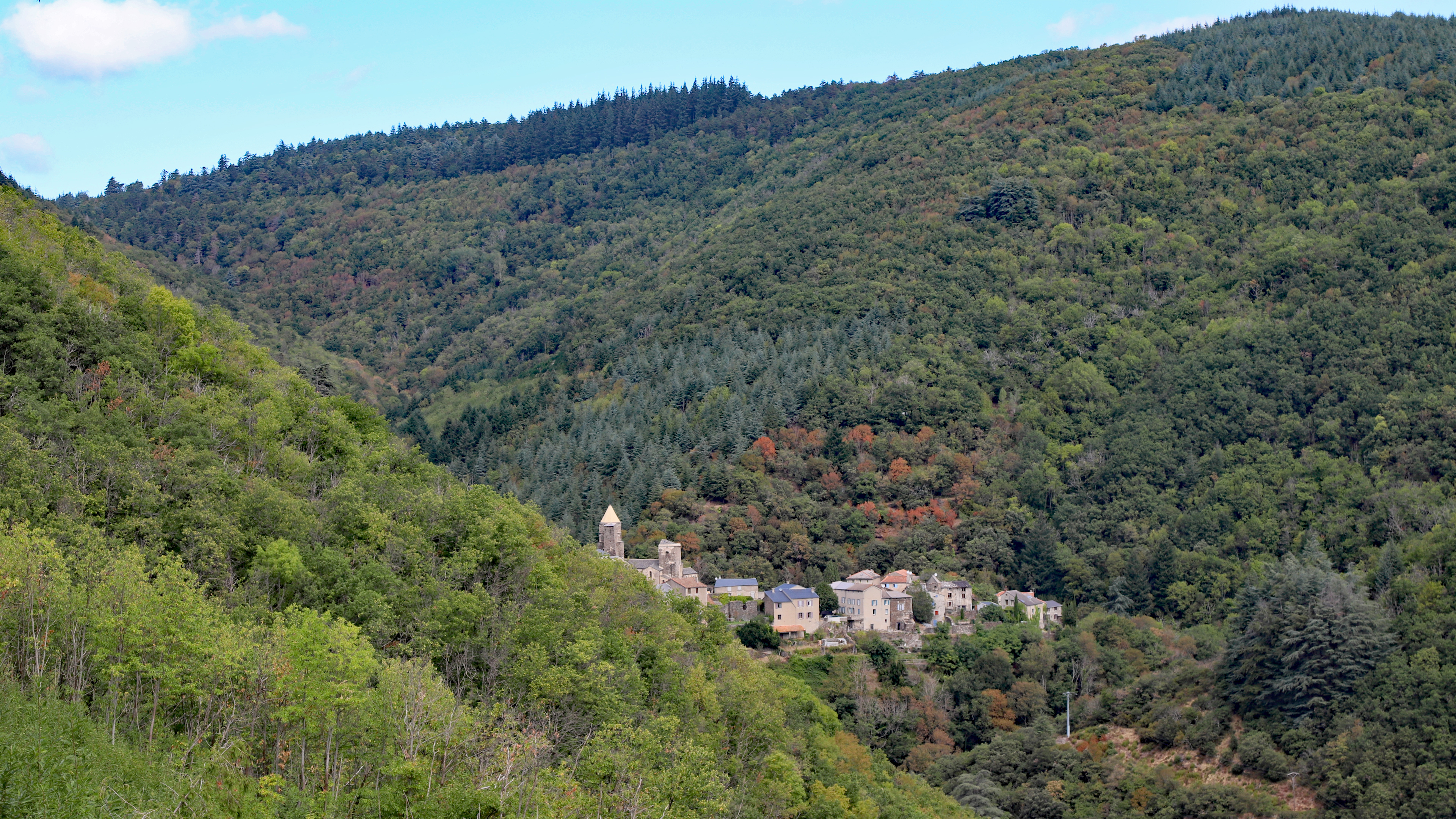
Le village
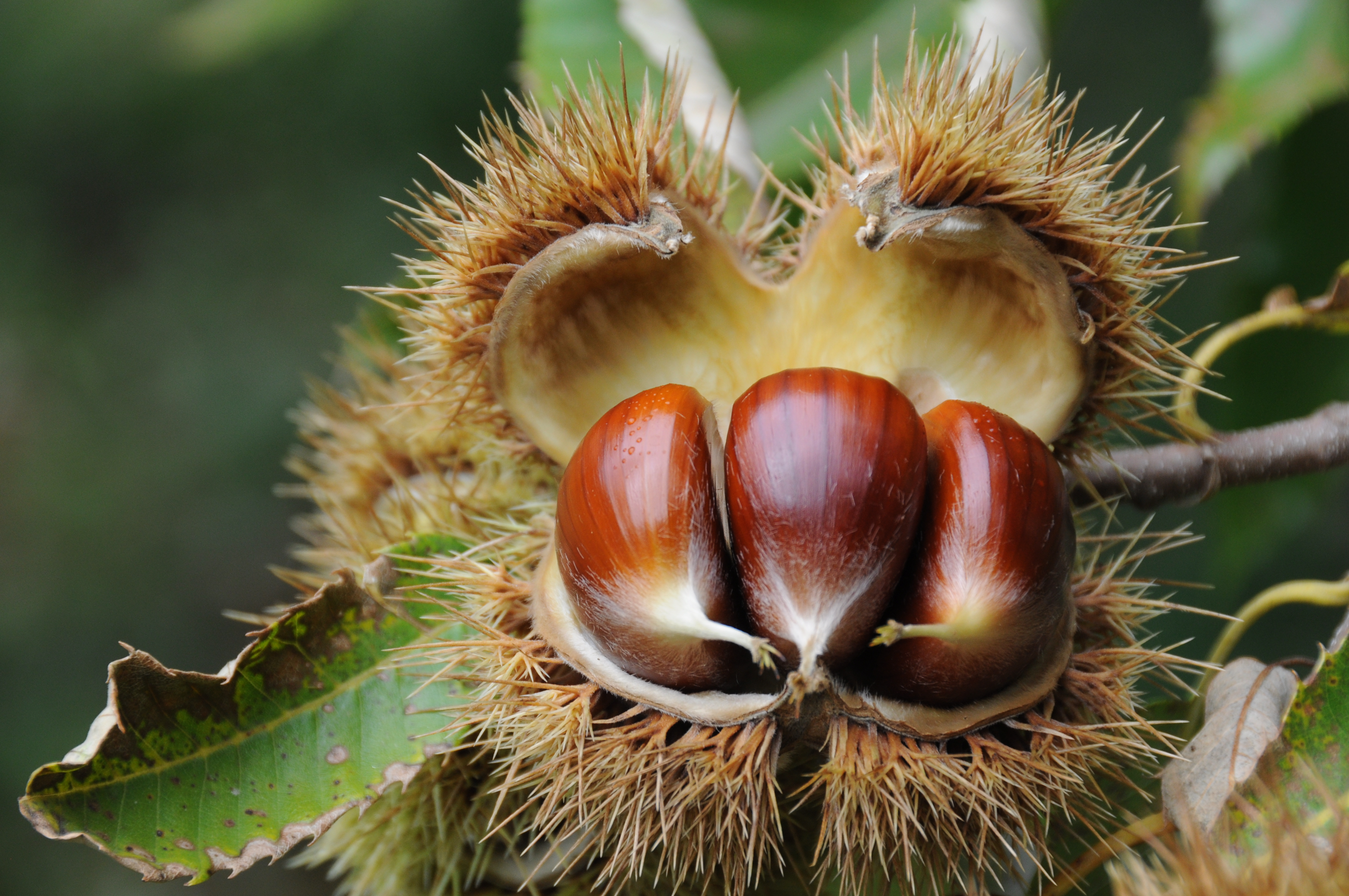
Les châtaignes du Cabardès.
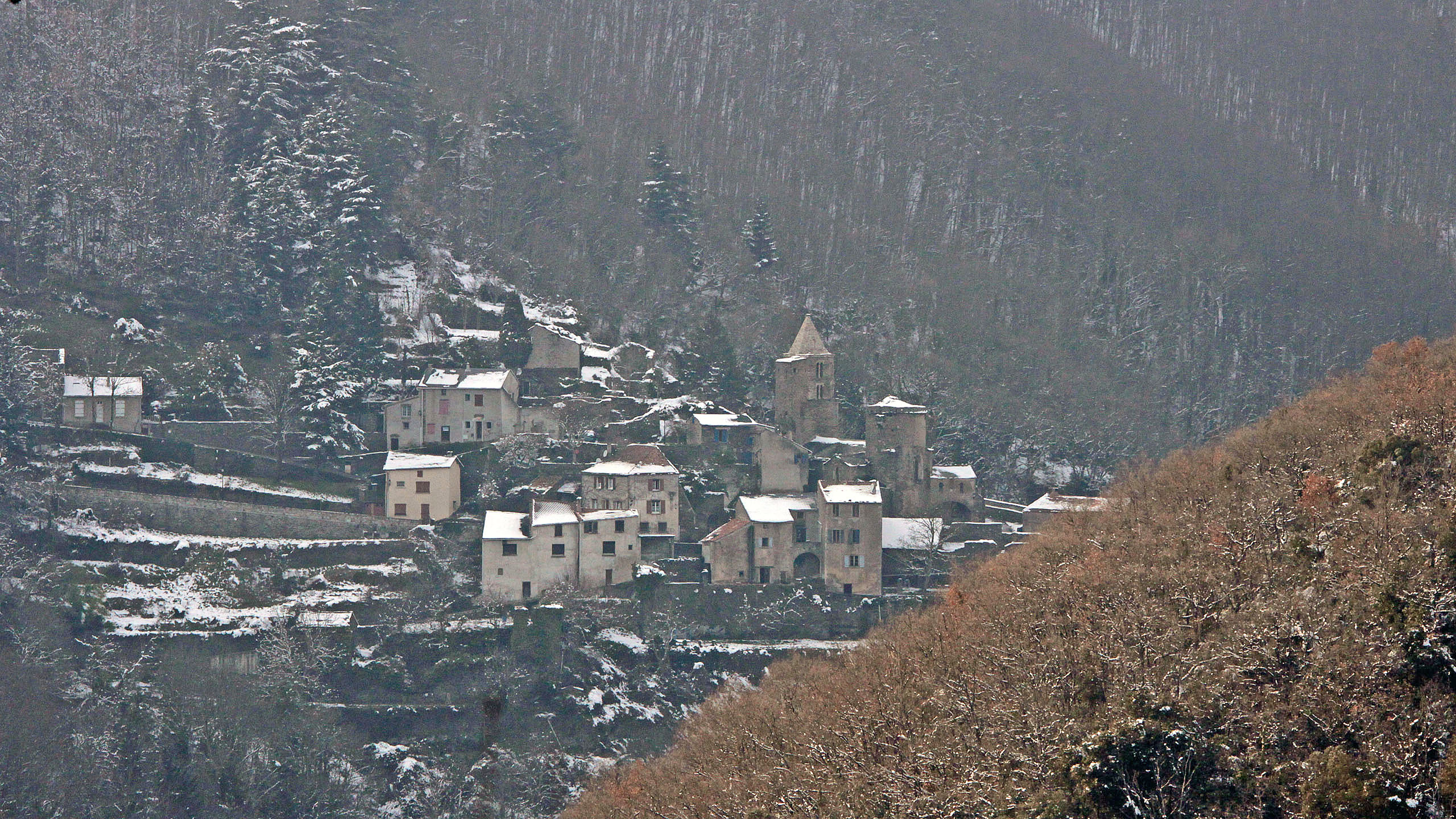
Jour de neige

Le territoire dans sa majeure partie est couvert par une végétation correspondant à l’étage supra-méditerranéen caractérisé par la prédominance du chêne pubescent. Mais cette essence a été  partiellement remplacé par le châtaignier dans le courant du XVIIIe siècle notamment sur les versants ombragés les plus humides. De ce fait, bien qu’implanté artificiellement, le châtaignier est devenu l’arbre emblématique du village et plus largement du Cabardès.
Sur les hauteurs à partir de 700 m d’altitude, l’étage supra-méditerranéen fait transition avec l’étage montagnard caractérisé par le hêtre et par des conifères d’implantation récente.
Dans certaines zones basses, plus sèches, on rencontre une végétation que l’on peut rattacher à l’étage méso-méditerranéen caractérisé par le chêne vert. Sur une surface limitée, on peut donc observer, selon l'altitude et l'exposition, trois étages de végétation ainsi que des espaces de transition entre ces différents étages, ce qui fait du territoire communal une zone particulièrement intéressante du point de vue écologique

### Milieux naturels et biodiversité
L’inventaire des zones naturelles d'intérêt écologique, faunistique et floristique (ZNIEFF) a pour objectif de réaliser une couverture des zones les plus intéressantes sur le plan écologique, essentiellement dans la perspective d’améliorer la connaissance du patrimoine naturel national et de fournir aux différents décideurs un outil d’aide à la prise en compte de l’environnement dans l’aménagement du territoire.
Une ZNIEFF de type 1 est recensée sur la commune :
les « gorges de l'Orbiel à Miraval-Cabardès » (830 ha), couvrant 3 communes du département et deux ZNIEFF de type 2, : 
- les « crêtes et pièmonts de la Montagne Noire » (27 188 ha), couvrant 26 communes dont 24 dans l'Aude et 2 dans l'Hérault[13] ;
- la « montagne Noire occidentale » (24 257 ha), couvrant 26 communes dont 25 dans l'Aude et 1 dans le Tarn[14].

Carte des ZNIEFF de type 1 et 2 à La Tourette-Cabardès.
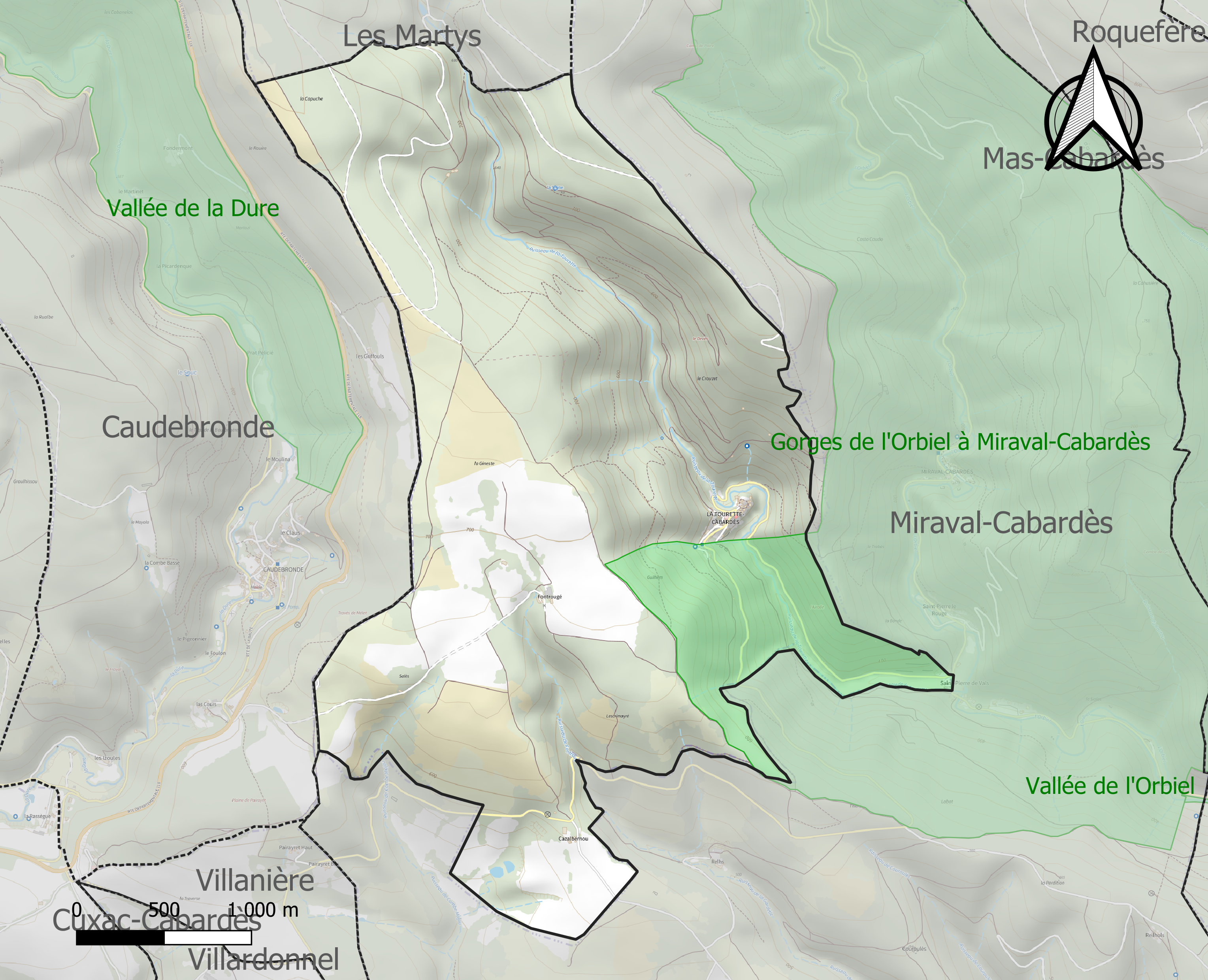
Carte de la ZNIEFF de type 1 sur la commune.
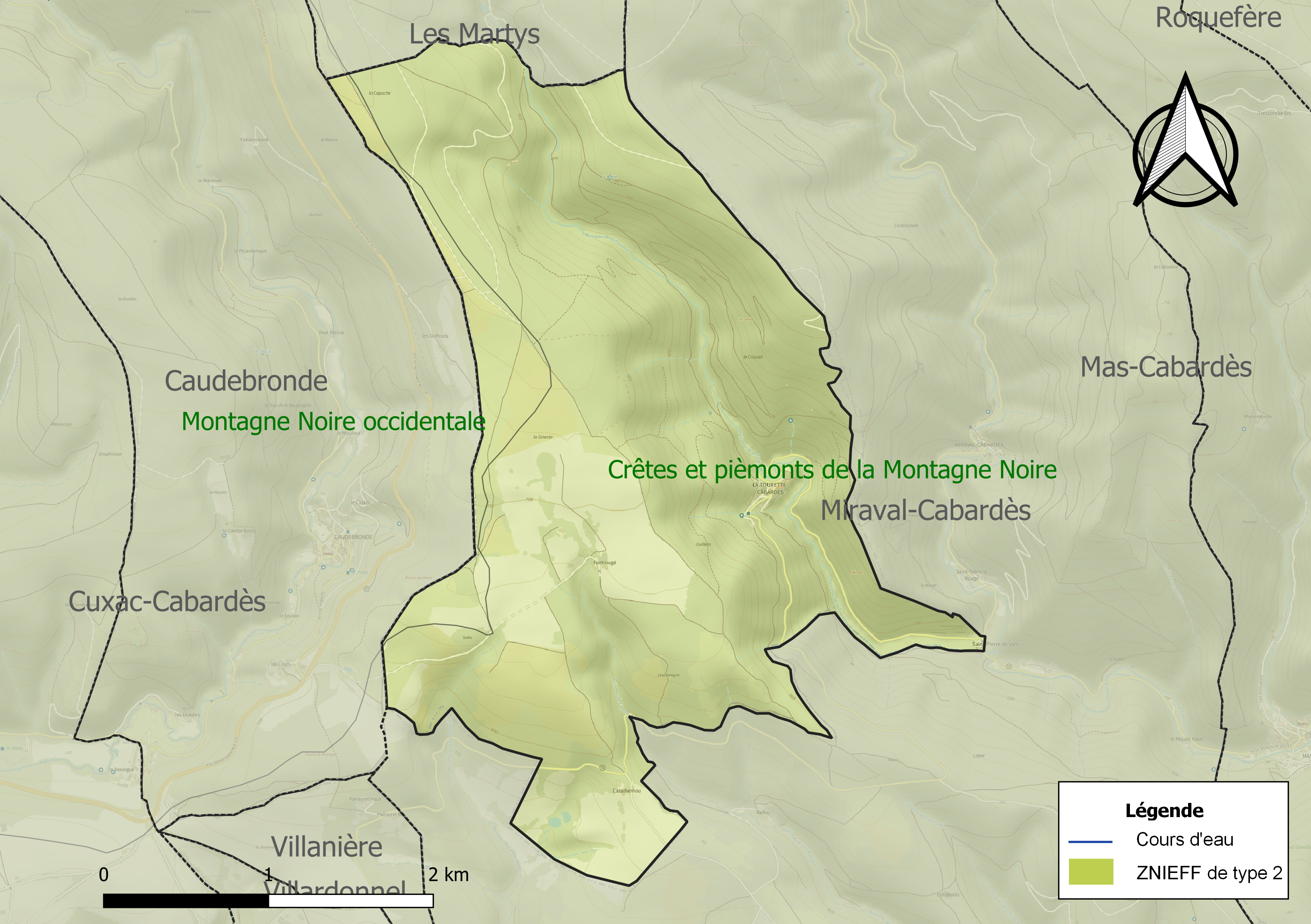
Carte des ZNIEFF de type 2 sur la commune.

## Toponymie

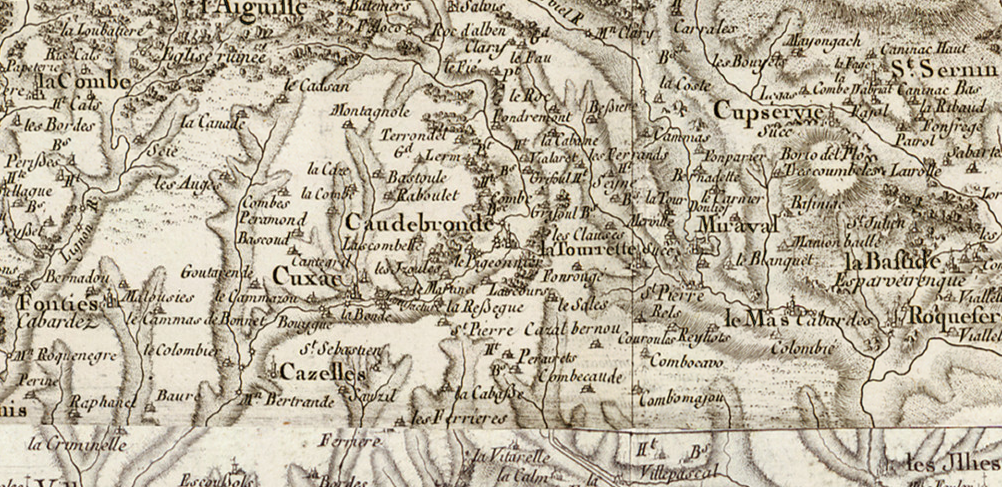
Extrait d'une carte Cassini avec le village et ses dépendances (vers 1800)

Le nom du village a évolué au cours des siècles :
- Turetta (XIIIe siècle)
- La Toreta (XIVe siècle)
- Latourette (1793)
- La Tourrette (début XIXe siècle) selon la carte Cassini
- La Tourette-Cabardès (1933).

Les dénominations successives sont reprises dans le paragraphe suivant résumant l'histoire du village.
Turetta, connue dès le XIIIe siècle, signifie petite tour. Ceci laisse supposer que le nom du village provient d'une des  tours de l'ancien château-fort sur lequel a été construite l'église du village ; il s'agit peut-être de la tour semi-circulaire qui contient le chœur actuel de l'église. L'ajout de Cabardès est beaucoup plus récent ; il souligne l'appartenance de la commune au pays du Cabardès dont le nom est issu du château de Cabaret où résidait le seigneur de la région au XIIIe siècle.

## Urbanisme

### Typologie
Au 1er janvier 2024, La Tourette-Cabardès est catégorisée commune rurale à habitat très dispersé, selon la nouvelle grille communale de densité à 7 niveaux définie par l'Insee en 2022.
Elle est située hors unité urbaine. Par ailleurs la commune fait partie de l'aire d'attraction de Carcassonne, dont elle est une commune de la couronne,. Cette aire, qui regroupe 115 communes, est catégorisée dans les aires de 50 000 à moins de 200 000 habitants,.

### Occupation des sols
L'occupation des sols de la commune, telle qu'elle ressort de la base de données européenne d’occupation biophysique des sols Corine Land Cover (CLC), est marquée par l'importance des forêts et milieux semi-naturels (92,8 % en 2018), en augmentation par rapport à 1990 (77,5 %). La répartition détaillée en 2018 est la suivante : 
forêts (65,3 %), milieux à végétation arbustive et/ou herbacée (27,5 %), prairies (7,2 %). L'évolution de l’occupation des sols de la commune et de ses infrastructures peut être observée sur les différentes représentations cartographiques du territoire : la carte de Cassini (XVIIIe siècle), la carte d'état-major (1820-1866) et les cartes ou photos aériennes de l'IGN pour la période actuelle (1950 à aujourd'hui).

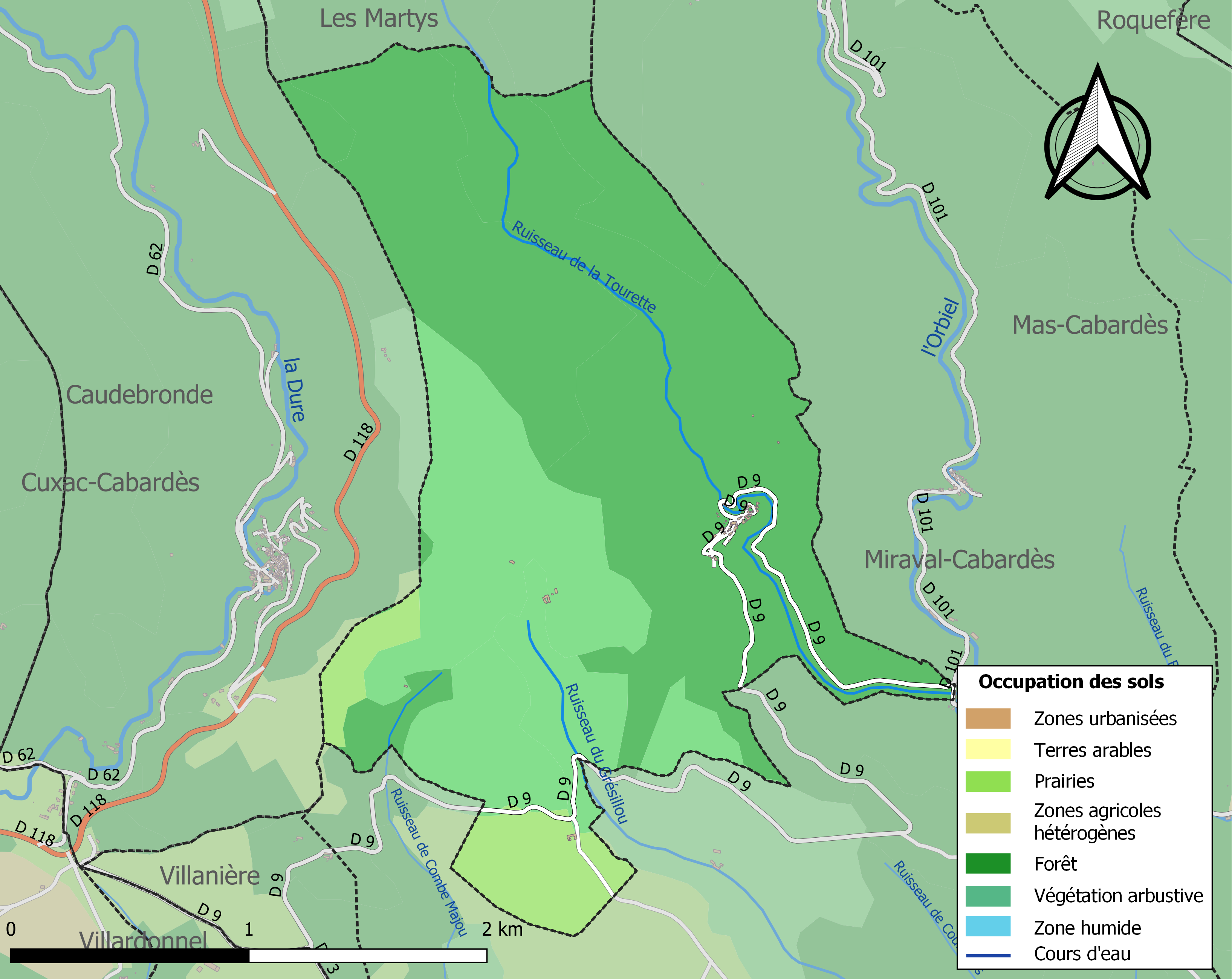
Carte des infrastructures et de l'occupation des sols de la commune en 2018 (CLC).

### Risques majeurs
Le territoire de la commune de La Tourette-Cabardès est vulnérable à différents aléas naturels : météorologiques (tempête, orage, neige, grand froid, canicule ou sécheresse), feux de forêts et séisme (sismicité très faible). Il est également exposé à un risque particulier : le risque de radon. Un site publié par le BRGM permet d'évaluer simplement et rapidement les risques d'un bien localisé soit par son adresse soit par le numéro de sa parcelle.

#### Risques naturels
Le retrait-gonflement des sols argileux est susceptible d'engendrer des dommages importants aux bâtiments en cas d’alternance de périodes de sécheresse et de pluie. 2,4 % de la superficie communale est en aléa moyen ou fort (75,2 % au niveau départemental et 48,5 % au niveau national). Sur les 32 bâtiments dénombrés sur la commune en 2019, 0 sont en aléa moyen ou fort, soit 0 %, à comparer aux 94 % au niveau départemental et 54 % au niveau national. Une cartographie de l'exposition du territoire national au retrait gonflement des sols argileux est disponible sur le site du BRGM,.

#### Risque particulier
Dans plusieurs parties du territoire national, le radon, accumulé dans certains logements ou autres locaux, peut constituer une source significative d’exposition de la population aux rayonnements ionisants. Certaines communes du département sont concernées par le risque radon à un niveau plus ou moins élevé. Selon la classification de 2018, la commune de La Tourette-Cabardès est classée en zone 2, à savoir zone à potentiel radon faible mais sur lesquelles des facteurs géologiques particuliers peuvent faciliter le transfert du radon vers les bâtiments.

## Histoire
La commune a connu un passé tourmenté.
Lors de la période cathare, du fait de sa proximité avec le château de Cabaret, le village de La Tourette appelé alors Turetta est un centre actif de l’hérésie. Il constitue un refuge pour de nombreux croyants et parfaits dont plusieurs sont victimes de l’Inquisition au moment de la croisade contre les Albigeois au début du XIIIe siècle.
Le cas le plus connu est celui des parfaites Raymonde et Marceline, parentes de Raymond et Bertrand de Miraval. Avec l'aide de ces derniers, elles réussissent à quitter le château de Cabaret avant sa reddition en 1229 et se réfugient à Turetta.
Au XIVe siècle le fief de La Toreta (nouvelle dénomination) appartient au roi de France qui le cède en 1402 au chapitre Saint-Nazaire de Carcassonne. Le chapitre demeure seigneur de la Toreta jusqu’à la Révolution de 1789.
Au cours de cette période (XVe au XVIIIe siècle), les conditions de vie demeurent précaires pour la majorité de la population composée de petits paysans et d'artisans. Les paysans cultivent des céréales (avoine et seigle), élèvent quelques moutons et exploitent les forêts environnantes. Les artisans travaillent principalement le bois (scieurs, tonneliers, savetiers...) ou la laine (tisserands, tailleurs, fileuses...). La confection de draps constitue une spécialité de la région et plus particulièrement du village.

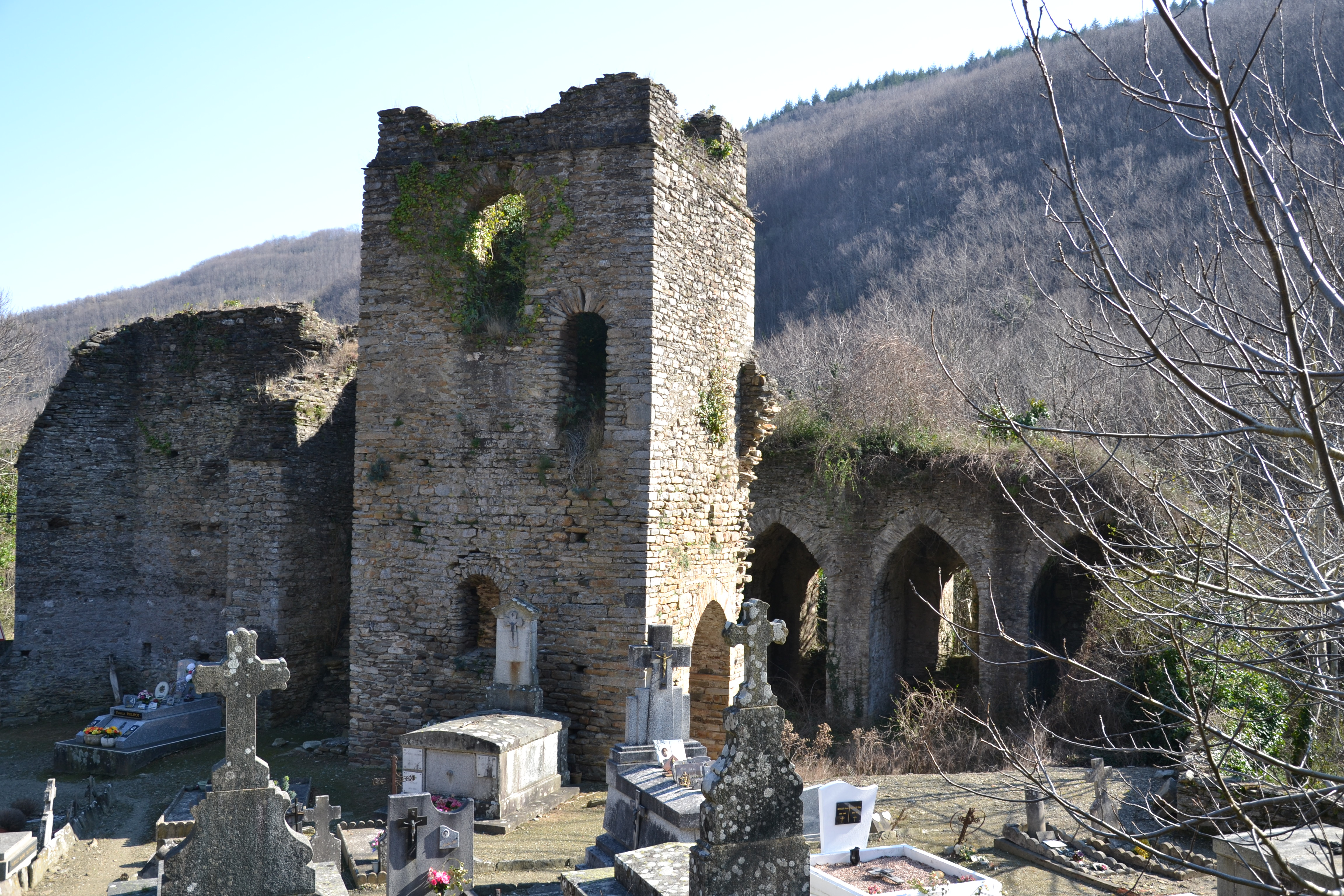
Église Saint-Pierre-de-Vals.

La vie religieuse se concentre à Saint-Pierre-de-Vals, église paroissiale des deux communautés de La Tourette et de Miraval-Cabardès, située à équidistance de ces deux villages.
Au XVe siècle l'histoire du lieu est marqué par les nombreux conflits opposant les villageois qui font état de droits d’usage sur les forêts et le Chapitre qui veut les exploiter à son seul bénéfice.
Au XVIe siècle le village est secoué comme toute la Montagne Noire par les  guerres de religion. Il connait même un épisode tragique :  en 1591 l’armée de la Ligue commandée par le duc de Joyeuse prend le lieu et exerce des exactions sanglantes sur la population y compris les enfants.
Au XVIIe siècle et XVIIIe siècle plusieurs épidémies de peste ravagent la région et déciment, notamment en 1628 et 1650, une partie de la population.
On note aussi entre 1644 et 1686 des conflits opposant les communautés de La Tourette et de Miraval aux vicaires représentant les chanoines, "bénéficiers" de Saint-Pierre-de-Vals, qui n'exercent pas convenablement leurs obligations (exercice du culte, entretien de l'église, aumônes) malgré les redevances qu'ils prélèvent. En 1689, cette église est pour ces raisons interdite de culte et la vie religieuse est transférée à l'église Sainte-Anne au cœur du village.
Le XIXe siècle est moins tourmenté, avec des conditions de vie qui s’améliorent sensiblement mais qui demeurent difficiles. Après la Révolution, avec la création des communes, le village prend le nom de Latourette en 1793.
Au XXe siècle, La Tourette-Cabardès (dénomination adoptée en 1933 et toujours en vigueur)
connait, comme beaucoup de communes rurales, un exode continu compte tenu de ses faibles ressources et de potentialités agricoles limitées. Le développement de la mine d'or de Salsigne au cours de la première moitié du siècle, et les petites industries lainières de la vallée de l’Orbiel, pourvoyeuses d’emploi, mais actuellement disparues, n’ont pu qu’un temps freiner cet exode rural.

## Politique et administration

### Administration municipale
Le nombre d'habitants au recensement de 2011 étant compris entre 0 et 99, le nombre de membres du conseil municipal pour l'élection de 2014 est de sept,.

### Rattachements administratifs et électoraux
Commune faisant partie de la communauté de communes de la Montagne Noire et du canton de la Vallée de l'Orbiel (avant le redécoupage départemental de 2014, La Tourette-Cabardès faisait partie de l'ex-canton de Villemoustaussou).

### Liste des maires
| Période                                  | Période  | Identité         | Étiquette | Qualité |
| ---------------------------------------- | -------- | ---------------- | --------- | ------- |
|                                          |          | Edouard Barthas  |           |         |
|                                          | 1984     | René Sénille     |           |         |
| janvier 1985                             | 2001     | André Imbert     |           |         |
| mars 2001                                | en cours | Jean-Claude Pech | SE        |         |
| Les données manquantes sont à compléter. |          |                  |           |         |

## Démographie
| 1793 | 1800 | 1806 | 1821 | 1831 | 1836 | 1841 | 1846 | 1851 |
| ---- | ---- | ---- | ---- | ---- | ---- | ---- | ---- | ---- |
| 224  | 233  | 248  | 199  | 222  | 228  | 222  | 240  | 220  |

| 1856 | 1861 | 1866 | 1872 | 1876 | 1881 | 1886 | 1891 | 1896 |
| ---- | ---- | ---- | ---- | ---- | ---- | ---- | ---- | ---- |
| 223  | 191  | 184  | 113  | 174  | 171  | 164  | 158  | 143  |

| 1901 | 1906 | 1911 | 1921 | 1926 | 1931 | 1936 | 1946 | 1954 |
| ---- | ---- | ---- | ---- | ---- | ---- | ---- | ---- | ---- |
| 132  | 125  | 118  | 92   | 86   | 71   | 60   | 70   | 42   |

| 1962 | 1968 | 1975 | 1982 | 1990 | 1999 | 2006 | 2008 | 2013 |
| ---- | ---- | ---- | ---- | ---- | ---- | ---- | ---- | ---- |
| 35   | 36   | 26   | 19   | 25   | 32   | 25   | 23   | 20   |

| 2018 | 2022 | - | - | - | - | - | - | - |
| ---- | ---- | - | - | - | - | - | - | - |
| 24   | 22   | - | - | - | - | - | - | - |

## Socio-économie
Avec le déclin progressif à partir des années 1970 et finalement la fermeture de la mine d'or de Salsigne et de l’industrie lainière de la vallée de l’Orbiel, le village a connu comme les autres villages de la région  des difficultés économiques croissantes au cours des dernières décennies.
De plus, les faibles potentialités agricoles du territoire (exiguïté des structures foncières, pauvreté des sols, fortes pentes...) n’ont pas permis aux quelques exploitations agricoles existantes pratiquant des systèmes de polyculture-élevage traditionnels de se moderniser et de se maintenir. Une seule exploitation, pratiquant un élevage bovin viande de type extensif, subsiste à ce jour (2016).
La castanéiculture a quasiment disparu. Les châtaigneraies ne sont plus entretenues et ne fournissent plus aujourd'hui qu'une modeste production destinée à la consommation familiale. Il en est de même de l'exploitation forestière du châtaignier utilisé jusque dans les années 1960 pour le palissage de la vigne, le matériel de vendanges et la tonnellerie. Cette exploitation procurait des revenus complémentaires à beaucoup de familles. Le village était en effet connu pour la qualité de sa production artisanale de piquets de vignes, de "douelles" (produites dans une scierie située à Saint-Pierre-de-Vals) utilisées pour la fabrication de tonneaux et de "comportes", et de "pals"  servant au transport des comportes remplies de raisins lors des vendanges. La modernisation de la viticulture languedocienne avec la transformation de ses modes de production a porté un coup fatal à cette filière forestière.
Une petite activité touristique a pu prendre le relais, mais demeure insuffisante pour compenser la désindustrialisation du territoire et le déclin de l’agriculture. Aujourd’hui deux gîtes ruraux ont été créés sur la commune et permettent d’accueillir quelques touristes durant la période estivale. En outre, l’occupation de résidences secondaires par des résidents étrangers contribue au relatif regain d’activité constaté durant cette période.
Compte tenu de sa taille, le village ne compte aujourd’hui ni commerce permanent, ni école, ni service de santé. Mais on les trouve à proximité au Mas-Cabardès, distant de 4 km, et à Cuxac-Cabardès, distant de 8 km.
Une telle situation explique que le village soit aujourd’hui habité, d’une part par une population de retraités d’origine locale, d’autre part par des « néo-tourettois » en provenance d’autres territoires ou pays qui, séduits par le charme et la tranquillité du lieu, ont décidé de s’y installer en pratiquant des activités diversifiées (touristiques, d’artisanat, de service...)

## Économie

### Emploi
| Division       | 2008   | 2013   | 2018   |
| -------------- | ------ | ------ | ------ |
| Commune        | 14,3 % | 7,1 %  | 25 %   |
| Département    | 10,2 % | 12,8 % | 12,6 % |
| France entière | 8,3 %  | 10 %   | 10 %   |

En 2018, la population âgée de 15 à 64 ans s'élève à 12 personnes, parmi lesquelles on compte 75 % d'actifs (50 % ayant un emploi et 25 % de chômeurs) et 25 % d'inactifs,. Depuis 2008, le taux de chômage communal (au sens du recensement) des 15-64 ans est supérieur à celui de la France et du département.
La commune fait partie de la couronne de l'aire d'attraction de Carcassonne, du fait qu'au moins 15 % des actifs travaillent dans le pôle,. Elle compte 2 emplois en 2018, contre 2 en 2013 et 0 en 2008. Le nombre d'actifs ayant un emploi résidant dans la commune est de 6, soit un indicateur de concentration d'emploi de 33,3 % et un taux d'activité parmi les 15 ans ou plus de 40,9 %.
Sur ces 6 actifs de 15 ans ou plus ayant un emploi, 2 travaillent dans la commune, soit 33 % des habitants. Pour se rendre au travail, 66,7 % des habitants utilisent un véhicule personnel ou de fonction à quatre roues, 16,7 % les transports en commun et 16,7 % n'ont pas besoin de transport (travail au domicile).

### Activités
5 établissements sont implantés  à la Tourette-Cabardès au 31 décembre 2019.
Le secteur du commerce de gros et de détail, des transports, de l'hébergement et de la restauration est prépondérant sur la commune puisqu'il représente 40 % du nombre total d'établissements de la commune (2 sur les 5 entreprises implantées  à la La Tourette-Cabardès), contre 32,3 % au niveau départemental.
Aucune exploitation agricole ayant son siège dans la commune n'est recensée lors du recensement agricole de 2020 (trois en 1988),.

## Culture locale et patrimoine

### Lieux et monuments
- Église Sainte-Anne

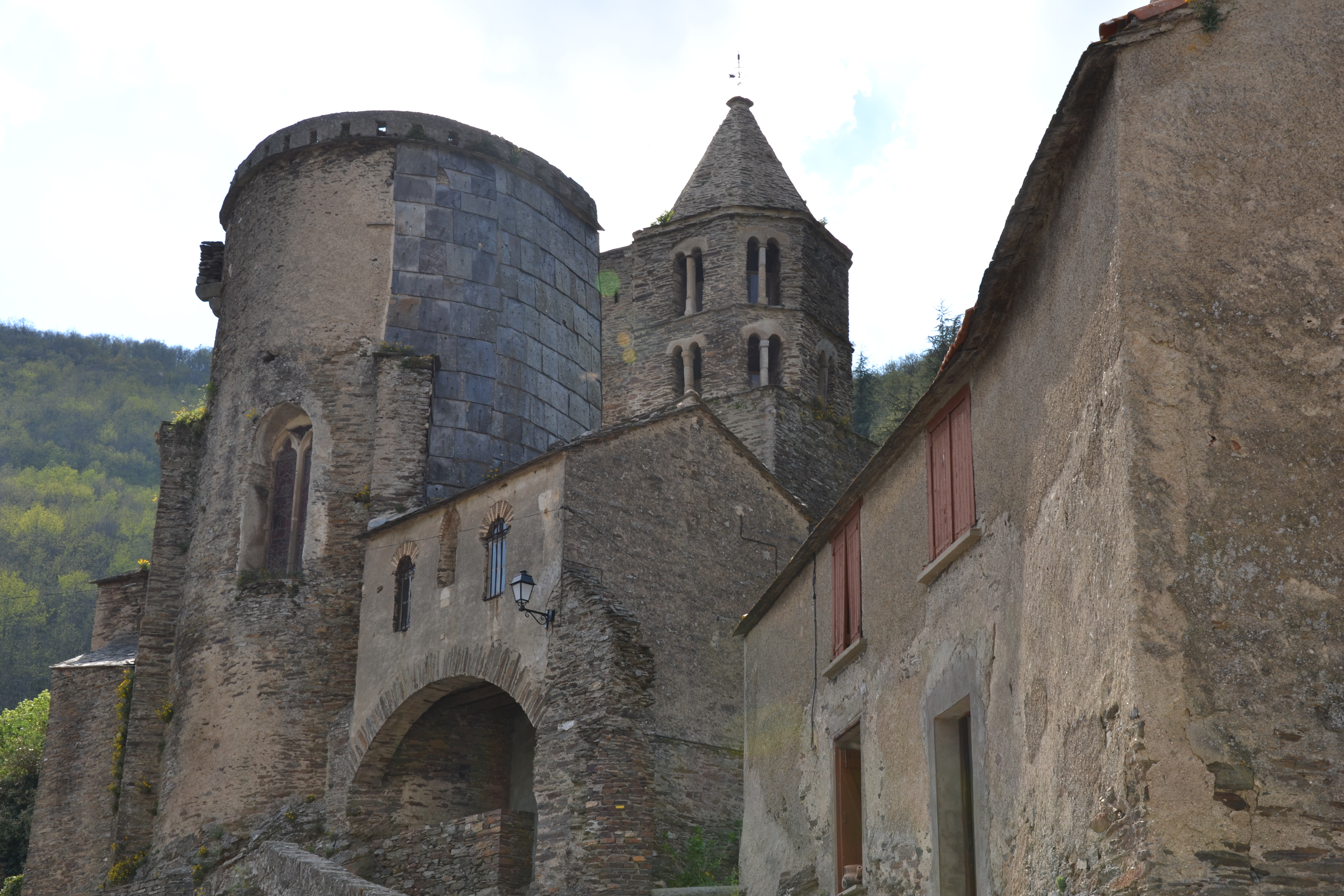
Église Sainte-Anne.

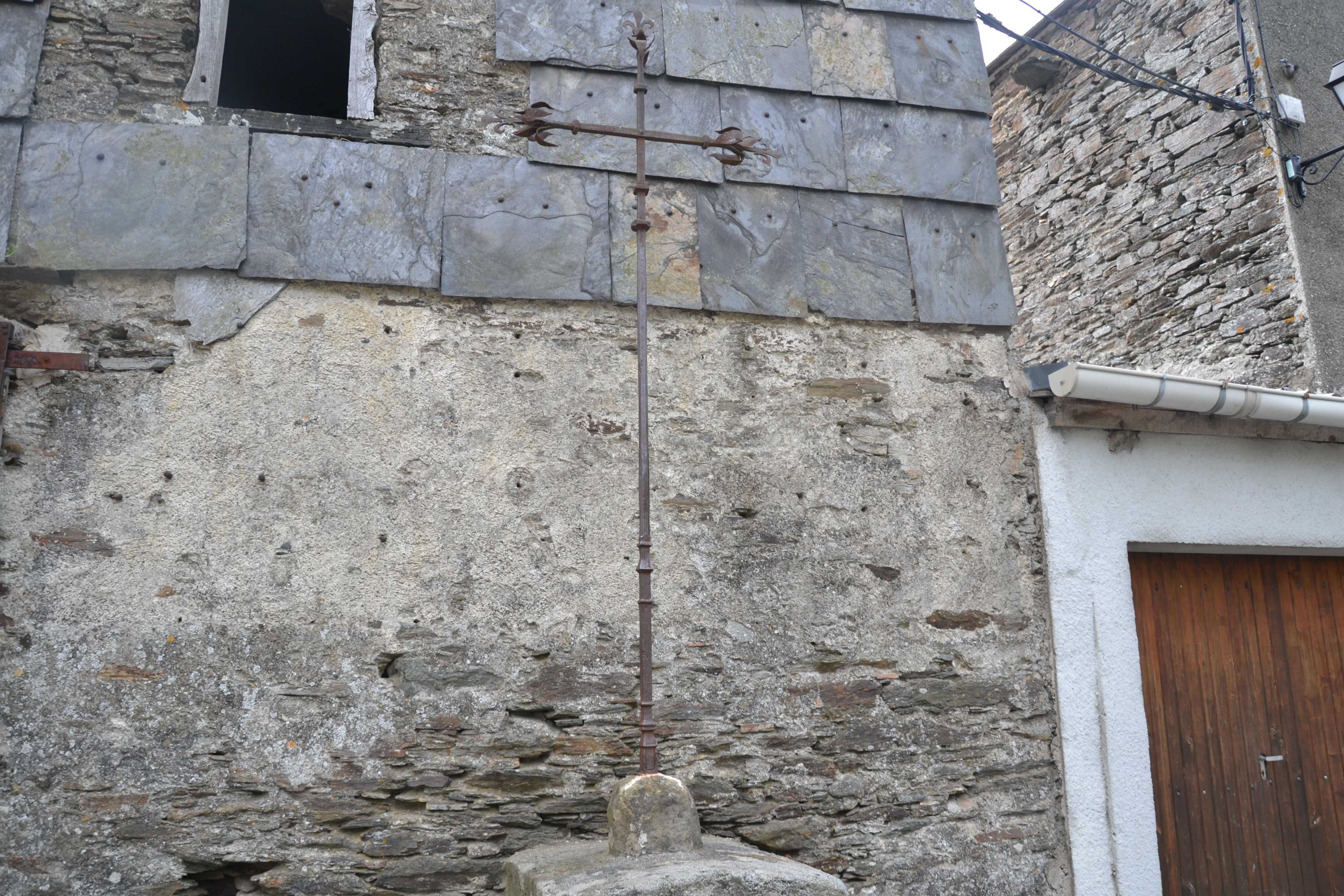
Croix de la place de La Tourette.

L'édifice a été inscrit au titre des monuments historiques en 2013.
Elle a été construite au XVIIe siècle, vraisemblablement en utilisant deux tours et la chapelle de l’ancien château.
Le clocher est constitué d’une tour carrée coiffée d’une partie octogonale avec un toit de lauzes. Il est éclairé par deux rangées superposées de fenêtres à colonnette. Il enjambe une rue par un porche qui était peut-être l’entrée du château. Notons aussi qu’il abrite une cloche datée de 1594. Le clocher est inscrit aux monuments historiques depuis 1948 et l'église dans sa totalité depuis 2013.
Une deuxième tour demi-circulaire portant mâchicoulis contient le chœur de l’église.
L’intérieur de l’église contient plusieurs œuvres remarquables : un petit retable en bois polychrome du XVIIe siècle situé dans la chapelle Saint-Joseph, un tableau dédié à sainte Anne au fond de l’église vraisemblablement aussi du XVIIe siècle, une inscription gravée sur un chapiteau portant le nom de trois consuls datée du 17 mai 1646, un lustre à pendeloques non daté.
Dans la sacristie, se trouvait le joyau de l’église, une magnifique croix de procession en argent datée de 1693. Mais elle a été déplacée pour raison de sécurité.
- Croix de La Tourette-Cabardès

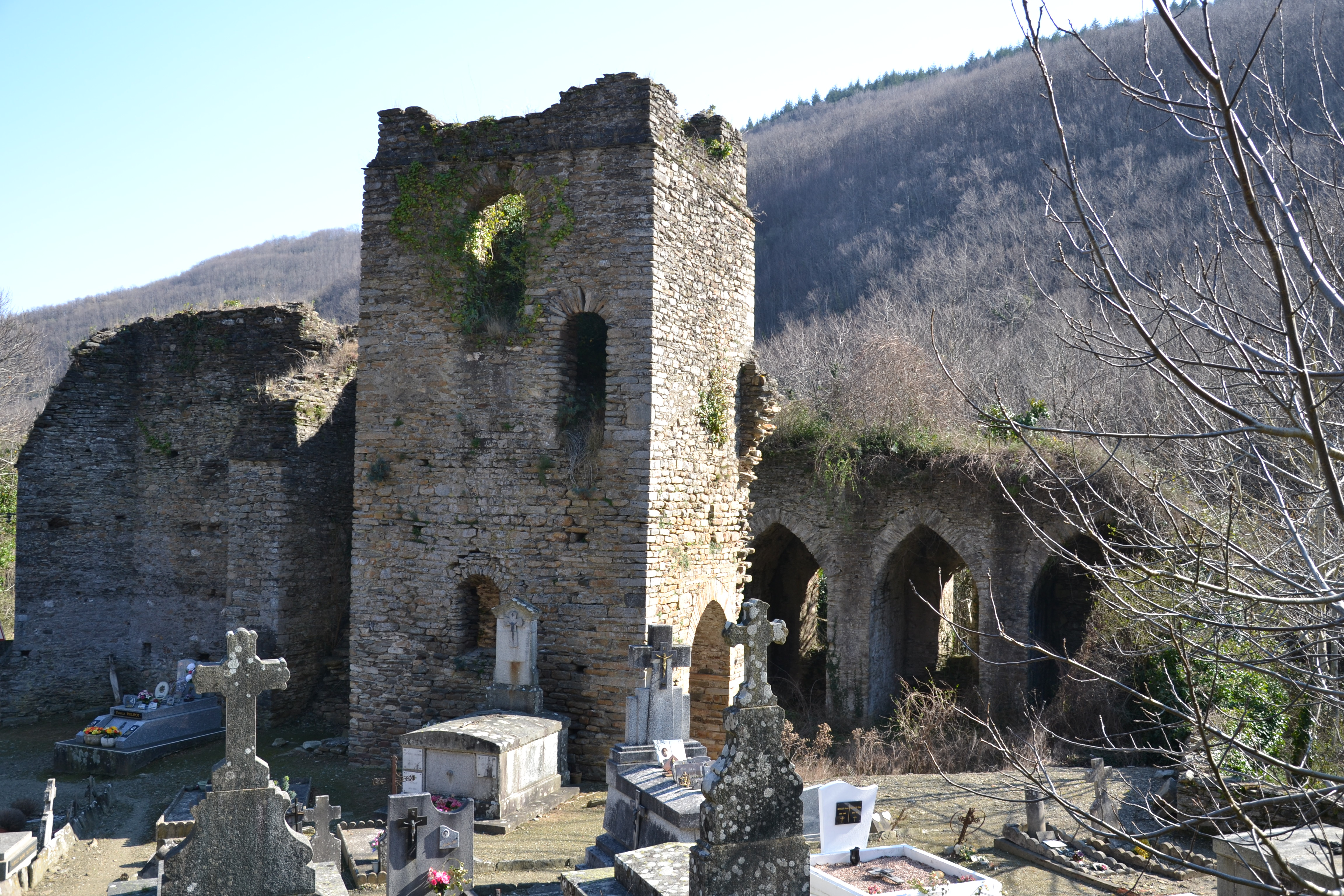
Église Saint-Pierre-de-Vals

Cette croix en fer forgé datant du XVIe siècle est inscrite aux monuments historiques. Elle est située sur la place principale du village.
- Église Saint-Pierre-de-Vals

Située à 2 km du village, cette église est de construction très ancienne puisqu'elle est déjà mentionnée dans des documents au XIIIe siècle. Elle est aujourd'hui en ruine. Mais ses vestiges sont encore assez importants, notamment un clocher-porche quadrangulaire et une succession de chapelles couvertes en berceau brisé. Saint-Pierre-de-Vals a été l'église paroissiale commune pour La Tourette, Miraval-Cabardès et Les Martys jusqu'au XVIIe siècle.

## Vie locale

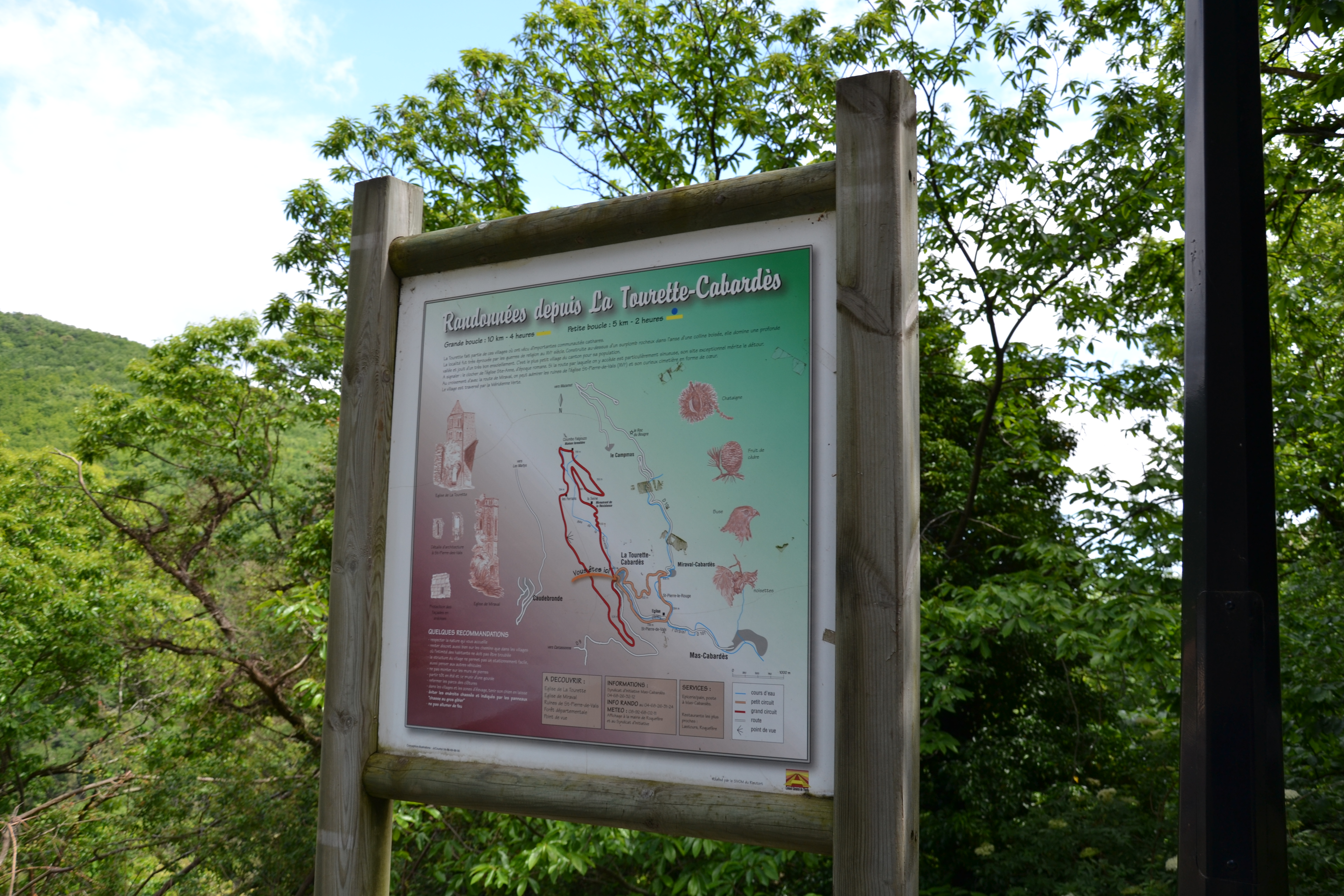
Carte des randonnées autour du village.

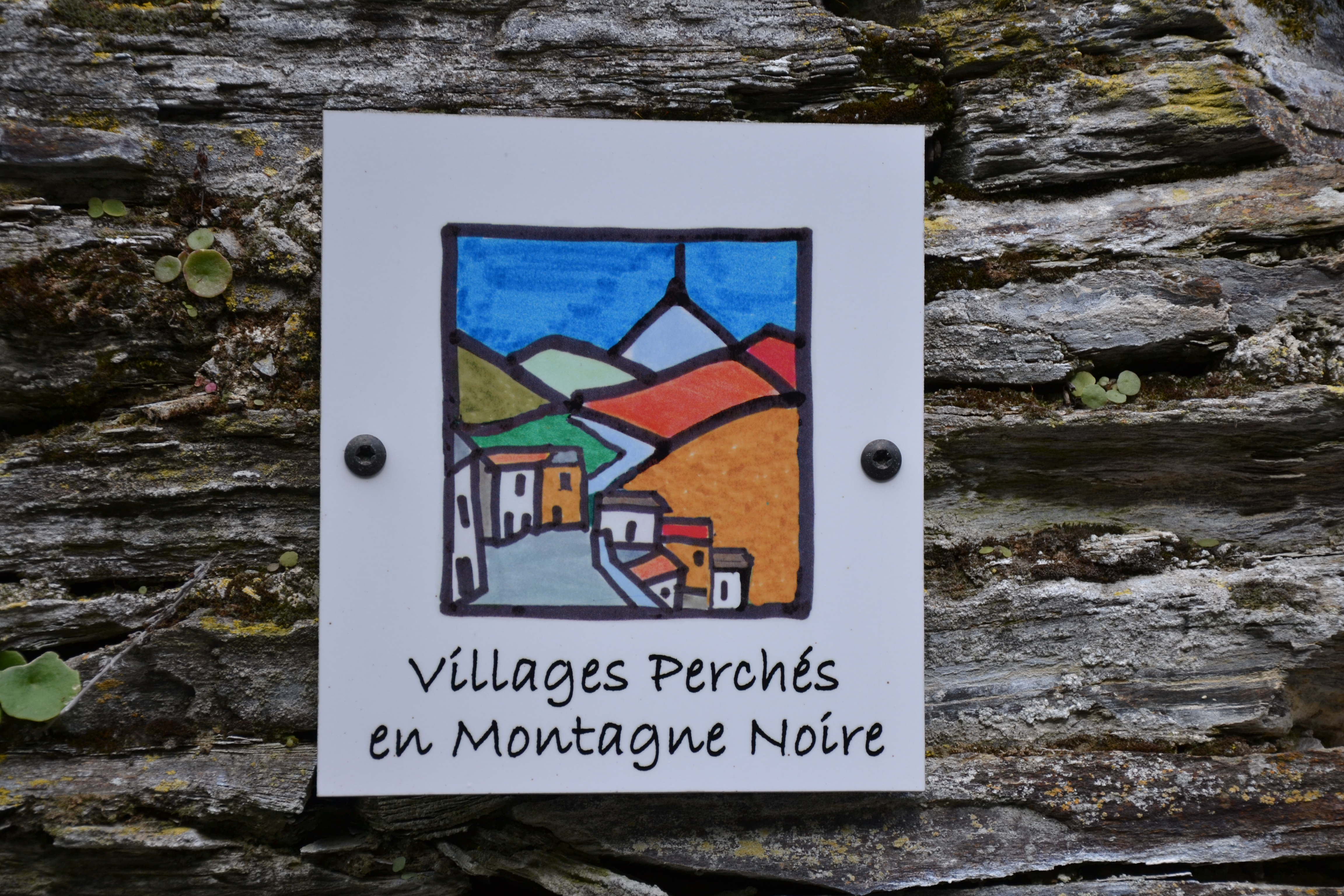
Signalisation Village perché.

L'animation se concentre dans la période estivale :
- Courant juillet, le rallye automobile de la Montagne Noire comptant pour la coupe de France des rallyes première division attire un large public sur la boucle de La Tourette. Il y eut même une épreuve du championnat de France des rallyes en 2003 ;
- Courant août, la municipalité organise un concert de musique classique ou de musique du monde dans l'église Sainte-Anne ou sur la place du village.
Par ailleurs, le village qui se trouve au carrefour de plusieurs sentiers de randonnée pédestre accueille de nombreux randonneurs. Il fait partie du circuit des « Villages perchés en Montagne Noire ».

### Personnalités liées à la commune
- Ernest Gengenbach, écrivain, y a vécu de 1951 à 1968.

### Héraldique
| Blason de Tourette-Cabardès (La) | Blason  | Écartelé d'azur et d'argent.                     |
| Blason de Tourette-Cabardès (La) | Détails | Le statut officiel du blason reste à déterminer. |